# Лавров, Николай Владимирович (химик)
Николай Владимирович Лавров (17 декабря 1911, Самара — 21 апреля 1981, СССР) — советский учёный в области технологии топлива, горения, газификации и синтеза газов, академик АН Узбекской ССР (1960).

## Биография
Родился в Самаре. Член КПСС с 1942 г.
Окончил Московский химико-технологический институт (1934). В 1935—1936 гг. инженер газогенераторной станции в Новомосковске (Украина). С 1936 г. научный сотрудник Энергетического института АН СССР.
Одновременно с 1945 преподавал в Московском энергетическом институте.
Один из организаторов (вместе с А. Б. Чернышёвым) института ВНИИ подземгаз (1949), преобразованного позднее во ВНИИ промгаз, в 1951—1953 гг. его директор. В 1953—1960 гг. заместитель директора по науке Института горючих ископаемых АН СССР (Москва).
С 1960 г. работал в Ташкенте (Узбекистан) в АН УзССР. В 1961 г. организовал и возглавил Институт использования топлива. В 1964 г. вернулся в Москву, работал во ВНИИпромгазе (зав. специализированной лабораторией) и преподавал в Московском энергетическом институте.
Доктор технических наук, профессор. Академик АН Узбекской ССР (1960). В 1960—1964 гг. академик-секретарь Отделения технических наук и член Президиума АН УзССР.

## Научные труды
- Физико-химические основы горения и газификации топлива [Текст] / Проф. д-р техн. наук Н. В. Лавров. — Москва : Металлургиздат, 1957. — 288 с. : схем.; 23 см.
- Физико-химические основы процесса горения топлива [Текст] / Н. В. Лавров ; АН СССР. АН УзССР. — Москва : Наука, 1971. — 271 с. : ил.; 22 см.
- Конспект лекций по курсу «Топливо для электрохимических энергоустановок» [Текст] : [Учеб. пособие] / Ред. Н. В. Коровин. — Москва : МЭИ, 1979. — 44 с. : ил.; 19 см.
- Процессы горения топлива и защита окружающей среды / Н. В. Лавров, Э. И. Розенфельд, Г. П. Хаустович. — М. : Металлургия, 1981. — 240 с. : ил.; 22 см.
- Основы горения газообразного топлива [Текст] / Акад. наук УзССР. Ин-т энергетики и автоматики АН УзССР. — Ташкент : Изд-во Акад. наук УзССР, 1962. — 418 с., 1 отд. л. табл. : черт., карт.; 22 см.
- Az égés-és gázosításelmélet alapjai [Текст] / N. V. Lavrov — A. P. Surügin ; Ford. Szücs Ervin. — Budapest : Müszaki könyvkiadó, 1965. — 237 с. : ил.; 24 см.
- Термодинамика реакций газификации и синтеза из газов [Текст] / Н. В. Лавров, В. В. Коробов, В. И. Филиппова ; Акад. наук СССР. Ин-т горючих ископаемых. — Москва : Изд-во Акад. наук СССР, 1960. — 99 с. : схем.; 22 см.
- Введение в теорию горения и газификации топлива [Текст] / Н. В. Лавров, А. П. Шурыгин ; Акад. наук СССР. Гос. ком. Совета Министров СССР по топливной пром-сти. Ин-т горючих ископаемых. — Москва : Изд-во Акад. наук СССР, 1962. — 215 с. : черт.; 26 см.